# Zrak
Zrak (aria in lingua croata) è un'azienda con sede legale a Sarajevo.
Fondata nel 1948 raggiunse il suo massimo sviluppo negli anni 90, poi in seguito alla guerra serbo-bosniaca dovette ridimensionare la sua produzione.
Oggi continua a produrre ottiche sia per uso militare che civile.

## Prodotti
- Zrak ON-M76B